# Mattias Käit
Mattias Käit (Tallinn, 29 giugno 1998) è un calciatore estone, centrocampista del Rapid Bucarest e della nazionale estone.

## Carriera

### Club
Ha iniziato a giocare nelle giovanili del Levadia Tallinn, squadra della capitale estone, dove è nato, successivamente, nel 2014 si è trasferito in Inghilterra, al Fulham, che lo ha inserito nella squadra Under-18, nella quale ha giocato per una stagione, e successivamente in quella Under-21/23, militante nella Premier League Under-21, poi rinominata in Premier League 2 dalla stagione 2016-2017.
Il 17 settembre 2021, Käit è stato ufficialmente ingaggiato dai norvegesi del Bodø/Glimt.
Il 18 gennaio 2022 è passato ai rumeni del Rapid Bucarest, a cui si è legato fino al 30 giugno 2024.

### Nazionale
Nel 2012 inizia la trafila delle nazionali giovanili estoni, giocando due amichevoli con l'Under-16, in seguito diventa un punto fermo della nazionale Under-17, disputando 16 partite e segnando 14 reti tra 2013 e 2014, anche nelle qualificazioni all'Europeo Under-17 2015, nelle quali gioca 3 volte segnando 3 gol. Debutta in Under-21 il 2 settembre 2015, in casa a Tallinn, contro la Spagna nelle qualificazioni all'Europeo Under-21 2017, entrando all'85º al posto di Pavel Marin e perdendo per 2-0. Segna il primo gol il 15 novembre dello stesso anno nella vittoria per 2-1 a Serravalle contro San Marino, sempre nelle qualificazioni all'Europeo Under-21, mettendo in rete l'1-0. L'esordio in nazionale maggiore arriva invece il 6 gennaio 2016, a 17 anni, ad Abu Dhabi, negli Emirati Arabi Uniti, in un'amichevole con la Svezia pareggiata per 1-1, nella quale parte titolare e viene sostituito all'intervallo. Il 7 ottobre dello stesso anno ha debuttato in partita ufficiale, nelle qualificazioni al Mondiale 2018, in casa a Tallinn contro Gibilterra, segnando anche una doppietta, realizzando le reti dell'1-0 e del 3-0 nella vittoria per 4-0.

## Statistiche

### Cronologia presenze e reti in nazionale
| Cronologia completa delle presenze e delle reti in nazionale ― Estonia | Cronologia completa delle presenze e delle reti in nazionale ― Estonia | Cronologia completa delle presenze e delle reti in nazionale ― Estonia | Cronologia completa delle presenze e delle reti in nazionale ― Estonia | Cronologia completa delle presenze e delle reti in nazionale ― Estonia | Cronologia completa delle presenze e delle reti in nazionale ― Estonia | Cronologia completa delle presenze e delle reti in nazionale ― Estonia | Cronologia completa delle presenze e delle reti in nazionale ― Estonia |
| Data                                                                   | Città                                                                  | In casa                                                                | Risultato                                                              | Ospiti                                                                 | Competizione                                                           | Reti                                                                   | Note                                                                   |
| ---------------------------------------------------------------------- | ---------------------------------------------------------------------- | ---------------------------------------------------------------------- | ---------------------------------------------------------------------- | ---------------------------------------------------------------------- | ---------------------------------------------------------------------- | ---------------------------------------------------------------------- | ---------------------------------------------------------------------- |
| 6-1-2016                                                               | Abu Dhabi                                                              | Svezia                                                                 | 1 – 1                                                                  | Estonia                                                                | Amichevole                                                             | -                                                                      | 46’                                                                    |
| 7-10-2016                                                              | Tallinn                                                                | Estonia                                                                | 4 – 0                                                                  | Gibilterra                                                             | Qual. Mondiali 2018                                                    | 2                                                                      | 80’                                                                    |
| 25-3-2017                                                              | Nicosia                                                                | Cipro                                                                  | 0 – 0                                                                  | Estonia                                                                | Qual. Mondiali 2018                                                    | -                                                                      |                                                                        |
| 28-3-2017                                                              | Tallinn                                                                | Estonia                                                                | 3 – 0                                                                  | Croazia                                                                | Amichevole                                                             | -                                                                      |                                                                        |
| 9-6-2017                                                               | Tallinn                                                                | Estonia                                                                | 0 – 2                                                                  | Belgio                                                                 | Qual. Mondiali 2018                                                    | -                                                                      | 85’                                                                    |
| 12-6-2017                                                              | Riga                                                                   | Lettonia                                                               | 1 – 2                                                                  | Estonia                                                                | Amichevole                                                             | -                                                                      | 57’                                                                    |
| 31-8-2017                                                              | Il Pireo                                                               | Grecia                                                                 | 0 – 0                                                                  | Estonia                                                                | Qual. Mondiali 2018                                                    | -                                                                      |                                                                        |
| 3-9-2017                                                               | Tallinn                                                                | Estonia                                                                | 1 – 0                                                                  | Cipro                                                                  | Qual. Mondiali 2018                                                    | 1                                                                      |                                                                        |
| 7-10-2017                                                              | Faro                                                                   | Gibilterra                                                             | 0 – 6                                                                  | Estonia                                                                | Qual. Mondiali 2018                                                    | 1                                                                      |                                                                        |
| 10-10-2017                                                             | Tallinn                                                                | Estonia                                                                | 1 – 2                                                                  | Bosnia ed Erzegovina                                                   | Qual. Mondiali 2018                                                    | -                                                                      |                                                                        |
| 9-11-2017                                                              | Helsinki                                                               | Finlandia                                                              | 3 – 0                                                                  | Estonia                                                                | Amichevole                                                             | -                                                                      | 79’                                                                    |
| 12-11-2017                                                             | Ta' Qali                                                               | Malta                                                                  | 0 – 3                                                                  | Estonia                                                                | Amichevole                                                             | -                                                                      | 55’                                                                    |
| 24-3-2018                                                              | Erevan                                                                 | Armenia                                                                | 0 – 0                                                                  | Estonia                                                                | Amichevole                                                             | -                                                                      | 90’                                                                    |
| 27-3-2018                                                              | Tbilisi                                                                | Georgia                                                                | 2 – 0                                                                  | Estonia                                                                | Amichevole                                                             | -                                                                      | 75’                                                                    |
| 30-5-2018                                                              | Rakvere                                                                | Estonia                                                                | 2 – 0                                                                  | Lituania                                                               | Coppa del Baltico 2018                                                 | 1                                                                      | 72’                                                                    |
| 2-6-2018                                                               | Rīga                                                                   | Lettonia                                                               | 1 – 0                                                                  | Estonia                                                                | Coppa del Baltico 2018                                                 | -                                                                      |                                                                        |
| 21-3-2019                                                              | Belfast                                                                | Irlanda del Nord                                                       | 2 – 0                                                                  | Estonia                                                                | Qual. Euro 2020                                                        | -                                                                      |                                                                        |
| 26-3-2019                                                              | Gibilterra                                                             | Gibilterra                                                             | 0 – 1                                                                  | Estonia                                                                | Amichevole                                                             | -                                                                      |                                                                        |
| 8-6-2019                                                               | Tallinn                                                                | Estonia                                                                | 1 – 2                                                                  | Irlanda del Nord                                                       | Qual. Euro 2020                                                        | -                                                                      | 85’                                                                    |
| 11-6-2019                                                              | Magonza                                                                | Germania                                                               | 8 – 0                                                                  | Estonia                                                                | Qual. Euro 2020                                                        | -                                                                      | 59’                                                                    |
| 6-9-2019                                                               | Tallinn                                                                | Estonia                                                                | 1 – 2                                                                  | Bielorussia                                                            | Qual. Euro 2020                                                        | -                                                                      |                                                                        |
| 9-9-2019                                                               | Tallinn                                                                | Estonia                                                                | 0 – 4                                                                  | Paesi Bassi                                                            | Qual. Euro 2020                                                        | -                                                                      |                                                                        |
| 10-10-2019                                                             | Minsk                                                                  | Bielorussia                                                            | 0 – 0                                                                  | Estonia                                                                | Qual. Euro 2020                                                        | -                                                                      |                                                                        |
| 13-10-2019                                                             | Tallinn                                                                | Estonia                                                                | 0 – 3                                                                  | Germania                                                               | Qual. Euro 2020                                                        | -                                                                      | 61’                                                                    |
| 14-11-2019                                                             | Zaporižžja                                                             | Ucraina                                                                | 1 – 0                                                                  | Estonia                                                                | Amichevole                                                             | -                                                                      | 70’                                                                    |
| 19-11-2019                                                             | Amsterdam                                                              | Paesi Bassi                                                            | 5 – 0                                                                  | Estonia                                                                | Qual. Euro 2020                                                        | -                                                                      | 83’                                                                    |
| 5-9-2020                                                               | Tallinn                                                                | Estonia                                                                | 0 – 1                                                                  | Georgia                                                                | UEFA Nations League 2020-2021 - 1º turno                               | -                                                                      |                                                                        |
| 8-9-2020                                                               | Erevan                                                                 | Armenia                                                                | 2 – 0                                                                  | Estonia                                                                | UEFA Nations League 2020-2021 - 1º turno                               | -                                                                      |                                                                        |
| 7-10-2020                                                              | Tallinn                                                                | Estonia                                                                | 1 – 3                                                                  | Lituania                                                               | Amichevole                                                             | -                                                                      |                                                                        |
| 11-10-2020                                                             | Tallinn                                                                | Estonia                                                                | 3 – 3                                                                  | Macedonia del Nord                                                     | UEFA Nations League 2020-2021 - 1º turno                               | -                                                                      | 85’                                                                    |
| 14-10-2020                                                             | Tallinn                                                                | Estonia                                                                | 1 – 1                                                                  | Armenia                                                                | UEFA Nations League 2020-2021 - 1º turno                               | -                                                                      |                                                                        |
| 1-6-2021                                                               | Vilnius                                                                | Lituania                                                               | 0 – 1                                                                  | Estonia                                                                | Coppa del Baltico 2021                                                 | -                                                                      |                                                                        |
| 4-6-2021                                                               | Helsinki                                                               | Finlandia                                                              | 0 – 1                                                                  | Estonia                                                                | Amichevole                                                             | -                                                                      | 74’ 90+1’                                                              |
| 10-6-2021                                                              | Tallinn                                                                | Estonia                                                                | 2 – 1                                                                  | Lettonia                                                               | Coppa del Baltico 2021                                                 | 2                                                                      | 49’                                                                    |
| 2-9-2021                                                               | Tallinn                                                                | Estonia                                                                | 2 – 5                                                                  | Belgio                                                                 | Qual. Mondiali 2022                                                    | 1                                                                      |                                                                        |
| 5-9-2021                                                               | Tallinn                                                                | Estonia                                                                | 0 – 1                                                                  | Irlanda del Nord                                                       | Amichevole                                                             | -                                                                      | 46’                                                                    |
| 8-9-2021                                                               | Cardiff                                                                | Galles                                                                 | 0 – 0                                                                  | Estonia                                                                | Qual. Mondiali 2022                                                    | -                                                                      |                                                                        |
| 8-10-2021                                                              | Tallinn                                                                | Estonia                                                                | 2 – 0                                                                  | Bielorussia                                                            | Qual. Mondiali 2022                                                    | -                                                                      |                                                                        |
| 11-10-2021                                                             | Tallinn                                                                | Estonia                                                                | 0 – 1                                                                  | Galles                                                                 | Qual. Mondiali 2022                                                    | -                                                                      | 31’ 82’                                                                |
| 24-3-2022                                                              | Tallinn                                                                | Estonia                                                                | 0 – 0                                                                  | Cipro                                                                  | UEFA Nations League 2020-2021 - Play-out                               | -                                                                      |                                                                        |
| 2-6-2022                                                               | Tallinn                                                                | Estonia                                                                | 2 – 0                                                                  | San Marino                                                             | UEFA Nations League 2022-2023 - 1º turno                               | -                                                                      |                                                                        |
| 5-6-2022                                                               | Pamplona                                                               | Argentina                                                              | 5 – 0                                                                  | Estonia                                                                | Amichevole                                                             | -                                                                      | 63’                                                                    |
| 9-6-2022                                                               | Ta' Qali                                                               | Malta                                                                  | 1 – 2                                                                  | Estonia                                                                | UEFA Nations League 2022-2023 - 1º turno                               | -                                                                      | 48’                                                                    |
| 16-11-2022                                                             | Riga                                                                   | Lettonia                                                               | 1 – 1 (5 – 3 dtr)                                                      | Estonia                                                                | Coppa del Baltico 2022                                                 | -                                                                      |                                                                        |
| 19-11-2022                                                             | Tallinn                                                                | Estonia                                                                | 2 – 0                                                                  | Lituania                                                               | Coppa del Baltico 2022                                                 | -                                                                      | 64’                                                                    |
| 23-3-2023                                                              | Budapest                                                               | Ungheria                                                               | 1 – 0                                                                  | Estonia                                                                | Amichevole                                                             | -                                                                      |                                                                        |
| 27-3-2023                                                              | Linz                                                                   | Austria                                                                | 2 – 1                                                                  | Estonia                                                                | Qual. Euro 2024                                                        | -                                                                      | 57’                                                                    |
| 17-6-2023                                                              | Baku                                                                   | Azerbaigian                                                            | 1 – 1                                                                  | Estonia                                                                | Qual. Euro 2024                                                        | -                                                                      | 90+2’                                                                  |
| 20-6-2023                                                              | Tallinn                                                                | Estonia                                                                | 0 – 3                                                                  | Belgio                                                                 | Qual. Euro 2024                                                        | -                                                                      |                                                                        |
| 9-9-2023                                                               | Tallinn                                                                | Estonia                                                                | 0 – 5                                                                  | Svezia                                                                 | Qual. Euro 2024                                                        | -                                                                      |                                                                        |
| 12-9-2023                                                              | Bruxelles                                                              | Belgio                                                                 | 5 – 0                                                                  | Estonia                                                                | Qual. Euro 2024                                                        | -                                                                      | 76’                                                                    |
| 13-10-2023                                                             | Tallinn                                                                | Estonia                                                                | 0 – 2                                                                  | Azerbaigian                                                            | Qual. Euro 2024                                                        | -                                                                      | 68’                                                                    |
| 17-10-2023                                                             | Tallinn                                                                | Estonia                                                                | 1 – 1                                                                  | Thailandia                                                             | Amichevole                                                             | -                                                                      |                                                                        |
| 19-11-2023                                                             | Solna                                                                  | Svezia                                                                 | 2 – 0                                                                  | Estonia                                                                | Qual. Euro 2024                                                        | -                                                                      |                                                                        |
| 11-10-2024                                                             | Tallinn                                                                | Estonia                                                                | 3 – 1                                                                  | Azerbaigian                                                            | UEFA Nations League 2024-2025 - 1º turno                               | -                                                                      | 84’                                                                    |
| 14-10-2024                                                             | Tallinn                                                                | Estonia                                                                | 0 – 3                                                                  | Svezia                                                                 | UEFA Nations League 2024-2025 - 1º turno                               | -                                                                      |                                                                        |
| 22-3-2025                                                              | Debrecen                                                               | Israele                                                                | 2 – 1                                                                  | Estonia                                                                | Qual. Mondiali 2026                                                    | -                                                                      |                                                                        |
| 25-3-2025                                                              | Chișinău                                                               | Moldavia                                                               | 2 – 3                                                                  | Estonia                                                                | Qual. Mondiali 2026                                                    | 1                                                                      | cap. 82’                                                               |
| 6-6-2025                                                               | Tallinn                                                                | Estonia                                                                | 1 – 3                                                                  | Israele                                                                | Qual. Mondiali 2026                                                    | 1                                                                      | 81’                                                                    |
| 9-6-2025                                                               | Tallinn                                                                | Estonia                                                                | 0 – 1                                                                  | Norvegia                                                               | Qual. Mondiali 2026                                                    | -                                                                      | 46’                                                                    |
| Totale                                                                 |                                                                        | Presenze                                                               | 60                                                                     |                                                                        | Reti                                                                   | 10                                                                     |                                                                        |

| Cronologia completa delle presenze e delle reti in nazionale ― Estonia under 21 | Cronologia completa delle presenze e delle reti in nazionale ― Estonia under 21 | Cronologia completa delle presenze e delle reti in nazionale ― Estonia under 21 | Cronologia completa delle presenze e delle reti in nazionale ― Estonia under 21 | Cronologia completa delle presenze e delle reti in nazionale ― Estonia under 21 | Cronologia completa delle presenze e delle reti in nazionale ― Estonia under 21 | Cronologia completa delle presenze e delle reti in nazionale ― Estonia under 21 | Cronologia completa delle presenze e delle reti in nazionale ― Estonia under 21 |
| Data                                                                            | Città                                                                           | In casa                                                                         | Risultato                                                                       | Ospiti                                                                          | Competizione                                                                    | Reti                                                                            | Note                                                                            |
| ------------------------------------------------------------------------------- | ------------------------------------------------------------------------------- | ------------------------------------------------------------------------------- | ------------------------------------------------------------------------------- | ------------------------------------------------------------------------------- | ------------------------------------------------------------------------------- | ------------------------------------------------------------------------------- | ------------------------------------------------------------------------------- |
| 2-9-2015                                                                        | Tallinn                                                                         | Estonia under 21                                                                | 0 – 2                                                                           | Spagna under 21                                                                 | Qual. Europeo Under-21 2017                                                     | -                                                                               | 85’                                                                             |
| 7-9-2015                                                                        | Tartu                                                                           | Estonia under 21                                                                | 0 – 4                                                                           | Croazia under 21                                                                | Qual. Europeo Under-21 2017                                                     | -                                                                               |                                                                                 |
| 9-10-2015                                                                       | Uppsala                                                                         | Svezia under 21                                                                 | 5 – 0                                                                           | Estonia under 21                                                                | Qual. Europeo Under-21 2017                                                     | -                                                                               |                                                                                 |
| 13-10-2015                                                                      | Tbilisi                                                                         | Georgia under 21                                                                | 3 – 0                                                                           | Estonia under 21                                                                | Qual. Europeo Under-21 2017                                                     | -                                                                               | 70’                                                                             |
| 15-11-2015                                                                      | Serravalle                                                                      | San Marino under 21                                                             | 1 – 2                                                                           | Estonia under 21                                                                | Qual. Europeo Under-21 2017                                                     | 1                                                                               |                                                                                 |
| 1-9-2016                                                                        | Tallinn                                                                         | Estonia under 21                                                                | 0 – 1                                                                           | Georgia under 21                                                                | Qual. Europeo Under-21 2017                                                     | -                                                                               |                                                                                 |
| Totale                                                                          |                                                                                 | Presenze                                                                        | 6                                                                               |                                                                                 | Reti                                                                            | 1                                                                               |                                                                                 |

## Palmarès

### Club

#### Competizioni nazionali
- Campionato norvegese: 1

Bodø/Glimt: 2021

### Nazionale
- Coppa del Baltico: 1

2020

### Individuale
- Capocannoniere della Coppa del Baltico: 1

2020